# Zédé-Dianhoun
Zédé-Dianhoun  est une localité du centre de la Côte d'Ivoire et appartenant au département de Béoumi et de la Région du Gbêkê.
La localité de Zédé-Dianhoun est un village canton de la tribu zêdè qui regroupe 10 villages,. Située à 20,5 km de la ville de Béoumi et à 20,5 km de Sakassou. Il a une population de plus de 7366 Habitants.

## Historique
Depuis sa création, cinq chefs se sont succédé Nanan Afflohan Diby, Pierre Kouassy, ancien fonctionnaire à Abidjan, qui démissionna pour porter les attributs de chef. Sa succession fut des plus calamiteuses, car son cousin Saraka Kouamé lui arracha le pouvoir en 1984 et l'exerça jusqu'en 1996, année où il fut destitué. Il fut remplacé par Atté Kouakou qui assura l'intérim jusqu'en septembre 2004, date de son décès. Nanan Kouassi Kouamé Bénoit, issu de la tribu Ko Kouassi Oussou, est chef du village depuis 2008, après quatre années de vacance du pouvoir.

## Économie
Zédé Dianhoun, du fait de sa situation géographique a une potentialité agricole. En effet, Zédé Dianhoun a une pluviométrie allant parfois jusqu'à 1660 mm/an. Les principales cultures sont : Le riz, le maïs, le manioc, l'igname, l'arachide, l'anacarde, le café, le coton et même le cacao ainsi que l'élevage ovin, caprin et avicole. L'or est aussi présent dans les forêts de ce village. Le village a été mis sous tension le 24 décembre 2013. Il est desservi par une route de mauvaise qualité reliant Béoumi et Sakassou et qui est en voie de bitumage depuis septembre 2021.

## Culture
Le village a une vie culturelle via les différentes danses telles, l'Adjémélé, le Guédéguély, le Goli, et les jeux tels l'Atrêlè et l'Awalé

## Infrastructures
Au plan infrastructure, le village de Zédé-Dianhoun est doté d'un centre de santé, d'une maternité, d'eau potable, d'un marché et d'électricité. Il est aussi doté d'une école de 6 classes. Du fait de sa situation géographique : 20,5 km de Béoumi et 20,5 km de Sakassou et dans le cadre du Contrat de désendettement et de développement (C2d 2) financé par la République de France, le Gouvernement Ivoirien a accordé la construction d'un collège de proximité qui débutera en Juin 2022 prochain.  Le centre de santé est ouvert à tous les villages avoisinants et périphériques, qui ont souhaité et obtenu la construction urgente de ladite maternité. Une maternité qui fait la joie de 18 villages et de 38 643 habitants. Le village a été éligible à la création de 520 communes rurales par décret présidentiel en 2008 avant l'annulation de ce décret en 2012. 

## Religions
Les religions dominantes sont : l'animisme, le christianisme (Déhima, CMA, œuvres missionnaires, méthodiste) et l'islam.

## Mutuelles et Associations du village
Le village a des associations féminines et une mutuelle dénommée MUDEDI qui signifie, Mutuelle pour le développement de Dianhoun dirigée par YAO Julien, instituteur à la retraite.
L'Association des Ressortissants Résidents à Abidjan (ARDA) est une association qui est très active et participe aux actions de développement du village dirigée par KOUASSI Kan Aimé. Ces deux entités associatives prennent une part active dans le développement économique et sociale du village. Plusieurs autres villages sont en train de copier l'exemple de ce village. 

## Les différents villages de la Tribu Zèdè
Zédé-Dianhoun, chef-lieu de canton est à la tête de neuf autres villages formant le canton Zédé, à savoir : (Distance géographique de ces villages par rapport à Zédé-Dianhoun)
- Sanhounty (8 Km)
- N'Drébo (5 Km)
- Bossi (0,9 Km)
- Kpangbassou (2 Km)
- Tièsso (8 Km)
- Monimbo (4 Km)
- Koumabo (6 Km)
- Kaabo (8 Km)
- Yoboué N'zué.5,2 Km)

## Frontières
Dianhoun a pour frontière au sud le village de Zèdè Bossi et de Konamoukro, à l'ouest, Kpangbassou, au nord, le village de Fari-M'babo et Yoboué N'zué, à l'est Monimbo et une frontière naturelle, la rivière Kan qui fournit de bons poissons dès sa crue.

## Végétation
Le village de Zédé Dianhoun est pourvu de forêt galerie, de savane arborée plus dense et herbeuse moins accentuée.